# Interdicto
Un interdicto es un procedimiento judicial sumario y de tramitación sencilla, cuyo objetivo es atribuir la posesión de una cosa a una determinada persona física o jurídica frente a otra, de manera provisional. El interdicto también se puede plantear para el caso de que exista una reclamación por algún daño inminente, cuya urgencia habrá de quedar justificada.
Asimismo, el interdicto se puede utilizar como protección ante cualquier agresión o turbación que una persona sufra sobre su pacífica posesión. Esto es, cabe emplearlo en el caso de ruidos, olores, etc. que impidan a una persona disfrutar de la posesión de un bien. Esto hace que sea un proceso al que se recurre en ocasiones para obligar la paralización de obras cercanas o de otras actividades molestas (salas de fiestas, etc.) para el propietario de un inmueble.
En un interdicto, prima la agilidad y la resolución rápida sobre la cuestión jurídica de fondo. De esta manera, los fundamentos y alegatos de complejidad normal habrán de reservarse para el procedimiento declarativo que se celebrare después, y que esta vez, sí que tendrá un carácter definitivo y no provisional. Cabe destacar que un interdicto no puede tener jamás valor de cosa juzgada, aunque doctrinalmente se discute la existencia de un instituto de inferior grado que blinde el mecanismo interdictal, de manera que no pueda plantearse una y otra vez el mismo proceso. A este respecto, cabe recordar la distinción entre cosa juzgada formal y cosa juzgada material. La primera implica que lo decidido en un proceso no puede ser modificado dentro del mismo proceso, pero sí en otro posterior; la segunda implica que lo decidido no puede modificarse en el mismo proceso ni en uno distinto. Lo decidido en un interdicto, entonces, no tiene valor de cosa juzgada material, pero sí formal, es decir, al quedar firme la sentencia, ésta no puede ser modificada dentro del mismo proceso. 
La posibilidad de plantear un nuevo interdicto debe ser revisada a la luz de cada legislación en particular. Por ejemplo, en Guatemala lo que permite la ley es que se plantee un juicio ordinario de posesión, lo que automáticamente excluye la potestad de plantear un nuevo interdicto. Si esto se hiciera, en el segundo interdicto o en los subsiguientes el demandado podría oponer la excepción de cosa juzgada. Además, el plazo de caducidad para el planteamiento de los interdictos es relativamente breve (un año), lo que en la práctica se traduce en que en la mayoría de los casos si se quisiera promover un interdicto luego de que ya se ha decidido el primero, el plazo de caducidad habría transcurrido y por lo tanto también podría oponerse esta excepción.

## Aportes sobre acción posesoria o interdicto
Según Carlos Hidalgo Muñoz (2014), los interdictos (Dubanes) o también llamadas las acciones posesorias son remedios o defensas concedidas al poseedor, tendientes a proteger la posesión, ya sea ante actos de verdadero desapoderamiento o de mera turbación de aquella. Hidalgo Muñoz cita a diversos autores, como Maynz, que las define como "aquellas que tienen por fundamento la posesión y por fin protegerla”, es decir, que, las acciones posesorias nacen del solo hecho de la posesión, considerada en sí misma, como institución distinta e independiente de la propiedad, y su fin es protegerla. Según Castan, los interdictos protegen el simple hecho de la posesión, amparando al poseedor contra cualquier perturbador, pero sin recabar una declaración acerca del derecho a la posesión.
En suma, los autores mencionados concuerdan de que el interdicto tiene como propósito el amparo de la posesión, ante incidentes o acontecimiento que buscan alterar o modificar la posesión del bien. Según Francisco Avendaño Arana (2011), los interdictos son procesos judiciales cuyo objeto es proteger la posesión en sí misma”. Su fundamento principal consiste en que con ellos se evitan perturbaciones y despojos injustificados y que la gente se haga justicia por su propia mano. Asimismo, los interdictos buscan mantener la paz social; y se utilizan como amparo ante cualquier situación que impida a una persona a disfrutar, usar y disponer de la posesión de un bien; fundamentándose en la presunción de que toda posesión es legítima, es decir, se supone que si una persona tiene un bien en su poder es por un motivo legítimo.
Por otra parte, según Francisco Avendaño Arana (2011), haciendo un comentario de los artículos 920 y 921 del Código Civil Peruano, señala: "que la defensa posesoria se organiza en un sistema doble: la defensa privada o extrajudicial, por la que el poseedor está facultado para repeler la fuerza que se emplee contra él y recobrar directamente el bien si fuese desposeído; y la defensa judicial, a través de las acciones posesorias y los interdictos” En resumen, el interdicto es una institución jurídica que tiene como fin garantizar y proteger la posesión de un bien ante sucesos de turbación o despojos que impidan o limiten el ejercicio de aquella persona que lo posee, dicha protección se logrará por medio de un proceso judicial.
El interdicto puede ser utilizado por cualquier poseedor perturbado o despojado, pero debe tratarse de una verdadera posesión, es decir, de una posesión con animus domini. Como se ha mostrado, ser poseedor es el requisito principal para que se instaure la acción de interdictos; ya que, si no existiera la posesión no se fundaría la institución jurídica de los interdictos. En otras palabras, la posesión da origen al interdicto. Para que un hecho o acto logre constituir una alteración a la posesión, se requiere que tales actos no obedezcan a la voluntad del poseedor; a la que se llama falta de voluntad del poseedor. Con esto se quiere decir que la lesión a la posesión tiene que tener lugar sin la voluntad del poseedor; ya que, si éste ha consentido, excluye el supuesto de hecho de la privación y, con ello, el derecho a los interdictos.[cita requerida]

## Justificación del procedimiento interdictal
En concreto, está basado en la presunción de que toda posesión es legítima. Esto es, se presume que si una persona tiene un bien en su poder es por un motivo legítimo. Por ello, si alguien trata de irrumpir en esa posesión por la fuerza, el poseedor puede acudir al juez rápidamente, sin tener que demostrar la legitimidad de su situación, bastándole entonces con demostrar que la posesión efectivamente era suya. No es necesario que demuestre su propiedad u otro título posesorio (arrendamiento, prenda, etc.).
Por otro lado, si el poseedor no es legítimo, el legítimo propietario siempre tiene la posibilidad de acudir a un procedimiento ordinario (no al interdicto), demostrando dicha situación (aportando documentos que demuestren su propiedad), para arrebatar legalmente la posesión al poseedor irregular (de una forma civilizada y con las autoridades de por medio, pero no rápida como en el caso del interdicto). 
No se admitirán a trámite interdictos contra las actuaciones de los órganos administrativos realizados:
(1) En materia de su competencia.
(2) De acuerdo con el procedimiento legalmente establecido.

## Tipos de interdictos
Hay distintos tipos de Interdictos, según muchas de las legislaciones española y latinoamericanas:
Interdictos Posesorios, se refieren a Inmuebles, exclusivamente, son tres:
- Interdicto de retener la posesión e Interdicto de recuperar la posesión. El que procede cuando el que se halle en la posesión o en la tenencia de una cosa haya sido perturbado en ella por actos que manifiesten la intención de inquietarle o despojarle o cuando haya sido despojado de dicha posesión o tenencia.
- Interdicto de obra nueva. Es aquel en virtud del cual el juez dicta providencia acordando que se requiere al dueño de la obra para que la suspenda en el estado en que se halle bajo apercibimiento de demolición de lo que edifique.
- Interdicto de obra peligrosa. El que se propone la adopción de medidas urgentes de precaución a fin de evitar los riesgos que pueda ocasionar el mal estado de algún edificio o cualquier otro objeto análogo cuya caída pueda ocasionar daño a las personas o a las cosas o bien que se propone la dominación total o parcial de una obra ruinosa.[1]

Los interdictos de retener y recuperar la posesión también pueden promoverse en materia familiar si el que está en posesión de los derechos de padre o de hijo fuere despojado de ellos o perturbado en su ejercicio sin que proceda sentencia por la cual deba perderlos. 
También existen los siguientes:
- Interdicto prohibitorio. El que tiene por objeto que se impida a otro hacer una cosa que puede perjudicarle a quien promueve el interdicto.
- Interdicto restitutorio. El que tiene por objeto que vuelvan las cosas al estado que tenían antes.[1]